# آنیکا فن امدن
آنیکا فن آمدن (هلندی: Anicka van Emden؛ زادهٔ ۱۰ دسامبر ۱۹۸۶) جودوکار اهل هلند بود.
وی در مسابقات کشوری و بین‌المللی در مجموع برندهٔ ۱ مدال نقره، ۵ مدال برنز شده‌است.